# 岩槻城
岩槻城（いわつきじょう）は、埼玉県さいたま市岩槻区（武蔵国埼玉郡岩槻）にあった日本の城（平山城）。岩槻藩の藩庁。鎌倉時代以前に築かれ、大宮台地岩槻支台上に立地。別称に岩付城、岩附城、浮城、白鶴城がある。県指定史跡。また周囲の大構（おおがまえ）は市指定史跡となっている。

## 歴史

### 鎌倉時代以前
『新編武蔵風土記稿』によると、岩槻の弥勒寺に北条重時が寄附した寛元4年（1246）の鐘銘に「武州埼玉郡［竹斯］輪郷岩付」と彫られてあったといい、同書はこの頃には既に岩付城と呼ばれていた（岩付城があった）と推測している。

### 室町時代
『鎌倉大草紙』には、古河城にいた古河公方・足利成氏に対抗するため、1457年（長禄元年）、扇谷上杉持朝とその家臣太田道真・太田道灌父子により、江戸城・河越城とともに築かれたとある。（参照情報不足。「取り立てられた」とあるのではないか）
その後、永正7年（1509年）には、古河公方奉公衆である渋江氏が岩付城主となったとみられている。
1990年に長塚孝は、1478年（文明10年）に古河公方方の忍城主成田顕泰の父成田自耕斎正等が築城したとする史料があることを紹介した。
2012年に小宮勝男は、成田氏築城説の根拠となった史料で築城者「正等」の子とされている「顕泰」は成田顕泰ではなく、長尾忠景の三男であり太田道真の養子になった人物とし、「正等」は道真の法諱（仏法社会の本名）とみなすべき、と主張した。
2015年に青木文彦氏は、渋江氏の岩槻城築城説を提起した。

### 戦国時代
扇谷上杉氏と山内上杉氏の対立から関東も戦乱期に突入する。1522年（大永2年）、太田資頼が岩槻城を奪取し、以後、岩付太田氏の居城となる。伊豆、相模を手中に収めていた北条氏が武蔵に侵攻して岩槻城攻略に乗り出すと、1546年（天文15年）の河越夜戦で北条氏の武蔵支配が決定的になる中、岩付城はそれに抵抗する太田資正（三楽斎）の居城として機能した。1564年（永禄7年）、資正の留守中に嫡子・太田氏資が北条氏康に内応し資正の追放を断行、岩付城は後北条氏方となった。1567年（永禄10年）、氏資が上総国で戦死すると、氏資には男子がいなかったため、北条氏はこれを契機に岩付城を直轄にする。1580年（天正8年）には北条氏直の弟の源五郎が、その早世後の1585年（天正13年）にはその弟氏房が城主になった（形の上では太田氏の名跡を継いでいる）。
1590年（天正18年）、豊臣秀吉による小田原征伐の際には、氏房が小田原城に詰めたため、氏房付の宿老である伊達房実の指揮の下、2000の兵が岩付城に籠城するが、浅野長吉等に率る約2万の兵に攻められ、1000余の犠牲を出して数日後に降伏落城した。

### 江戸時代
北条氏滅亡後、徳川家康が関東に入ると、徳川家の譜代家臣の高力清長が2万石で岩槻城に入った。以後、青山氏・阿部氏・板倉氏・戸田氏・藤井松平氏・小笠原氏・永井氏ら譜代大名の居城となった。江戸中期に徳川家重の側用人大岡忠光（大岡忠相の遠縁）が入って藩主家が固定、廃藩置県まで大岡氏の居城となった。天守はなかったが、天守代用の櫓として本丸に二層二階の瓦櫓があり、他に杮葺二層二階の二重櫓と同じく杮葺の一層一階の櫛形櫓が本丸に存在した。

### 明治時代以降

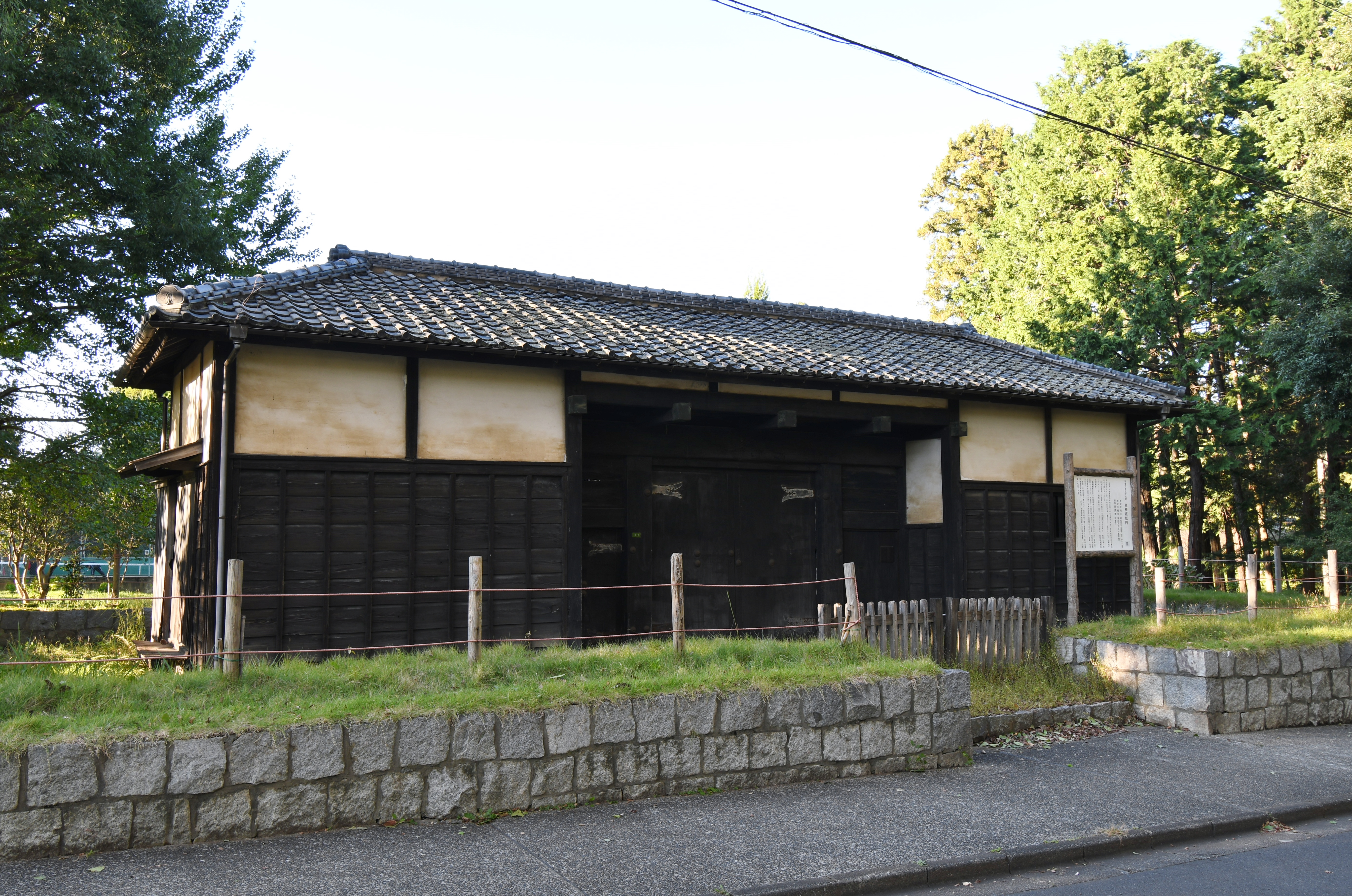
黒門

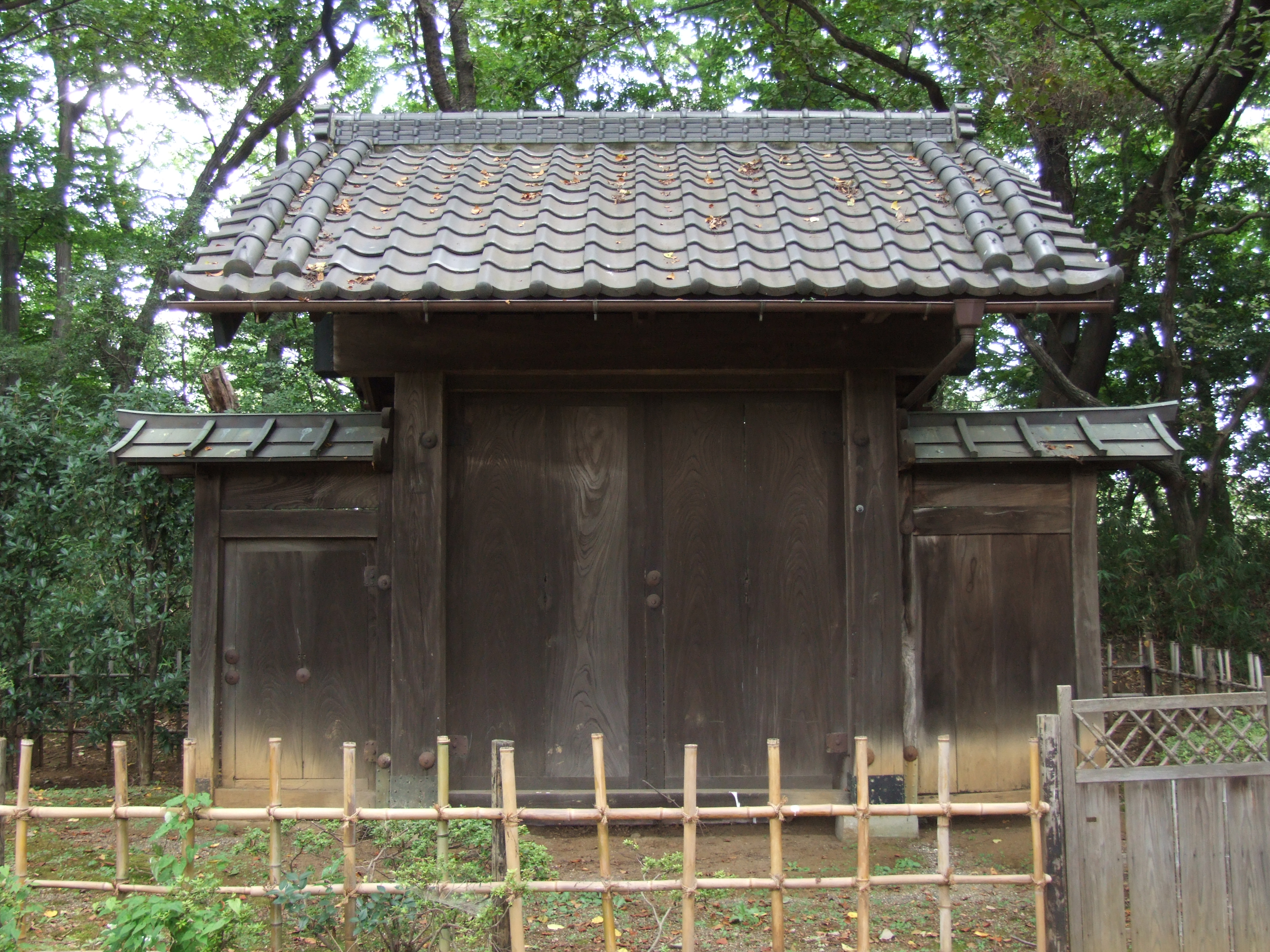
1770年（明和7年）に作られた裏門。岩槻城の裏門と伝えられているが、所在位置については不明である。（2007年8月）

城址公園に黒門と裏門が移築され残っている。黒門は一時浦和の埼玉県庁舎正門として移築されたが、岩槻市に払い下げられ、再度移築した。他に門2棟が移築され残っている。城址公園は曲輪の一部で、本丸があった場所は住宅地となっている。また1988年には地名変更により本丸が成立している。

## 構造

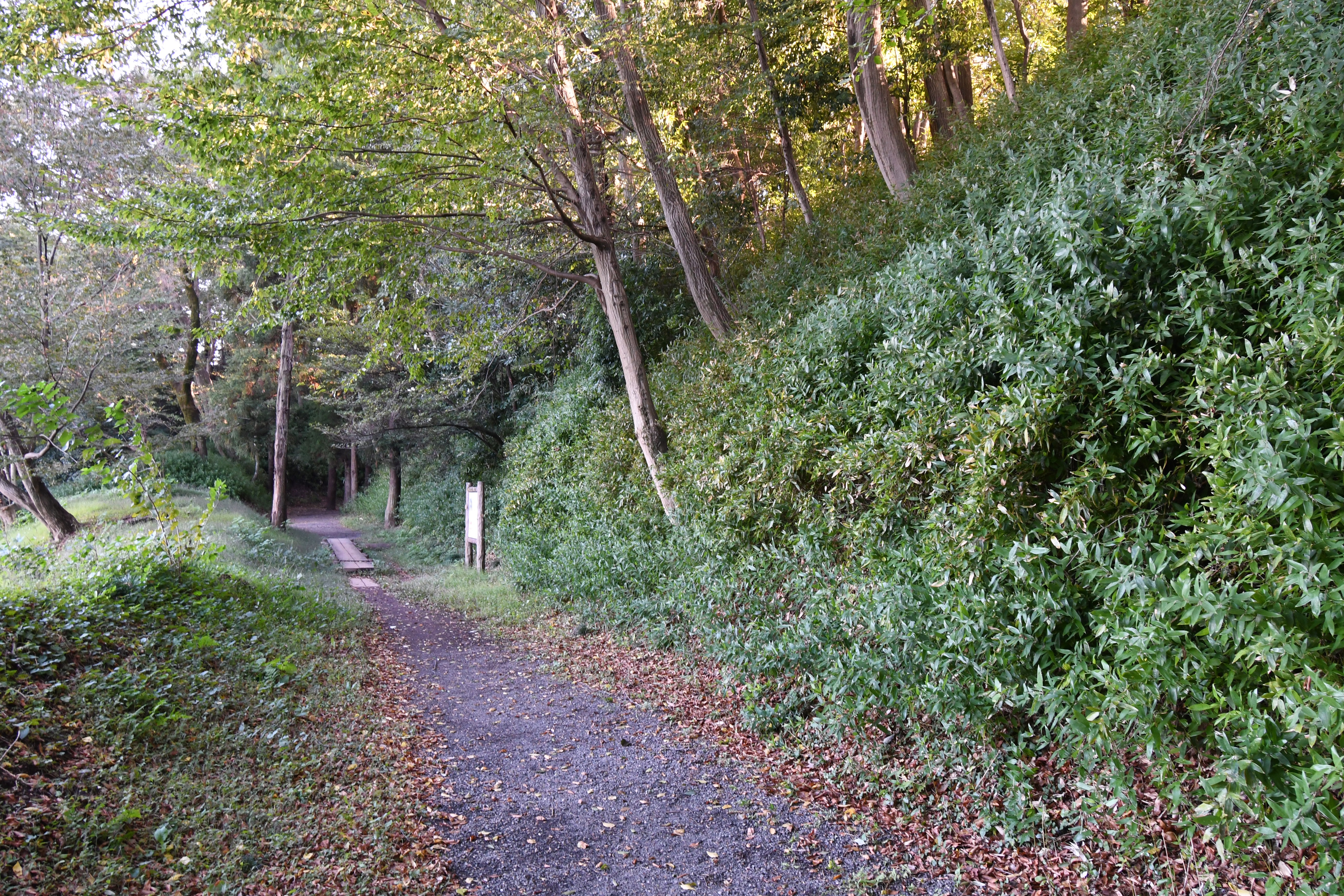
堀

岩槻城の地形は「岩槻台地の舌状台地上に築かれ、北から東を元荒川が囲繞、その内側には帯曲輪があり、南西方向を除いて沼（堀）に囲まれ」ている。荒川（現在の元荒川）の台地を利用した平山城。また珍しい総曲輪型城郭の縄張りが施されていた。
城下町は、「南西方向は岩槻台地に連続し、武家屋敷が縄張りされ、町人町はその外側の南西から西側にかけてと南東側に配置されている。寺院は町人町の外縁、大構（惣構）の要所要所に配置されている。」。
岩槻城の城跡は「本郭と東に続く二の丸、南の三の丸を中心に茶屋曲輪・天神曲輪・竹沢曲輪・新正寺曲輪・新曲輪などの諸曲輪からなり、沼地であった所へ縄張りして築城した」という。岩槻城の構造は、「西南を首とし東北を後とし、南は濠をめぐらして」いることから浮城・白鶴城などと呼ばれたという。岩槻城の城跡と構築については、城跡が「城下町（本郭の南方）まで含めて周囲に大構（土居）があり、それは城の外郭（周囲約8㎞）に当たり、内から外に土塁・濠・道路の順で構築され」たものであり、小田原城・館林城などのほか、あまり類例は少ないという。岩槻城の規模は、「天保年間の城の規模は大構内総面積99万7293㎡・城内面積10万9560㎡」であった。
岩槻城の本丸（8,930㎡）は城の東北に位置し、「土居を築き濠をめぐらし東北は沼、西南は濠を構えて他の郭（曲輪）と境をなし、車橋番所が重要な検問所となった」。「城内には将軍家の日光参詣の折に用いた茶屋曲輪御成門（本丸の南北）、馬出を構えた大手門（本丸の北西）などの6つの門と7つの木戸を設け警固にあたっていた」。
中世には奥大道（おくだいどう）（鎌倉街道中道（かまくらかいどうなかつみち）、奥州街道（おうしゅうかいどう））沿いに、近世には日光御成街道沿いにあった。また、昔あったとされる水堀の面積は現在確認されている城の中で最大を誇る。堀や沼地は埋め立てられ、本丸や太田などの住宅地となっている。

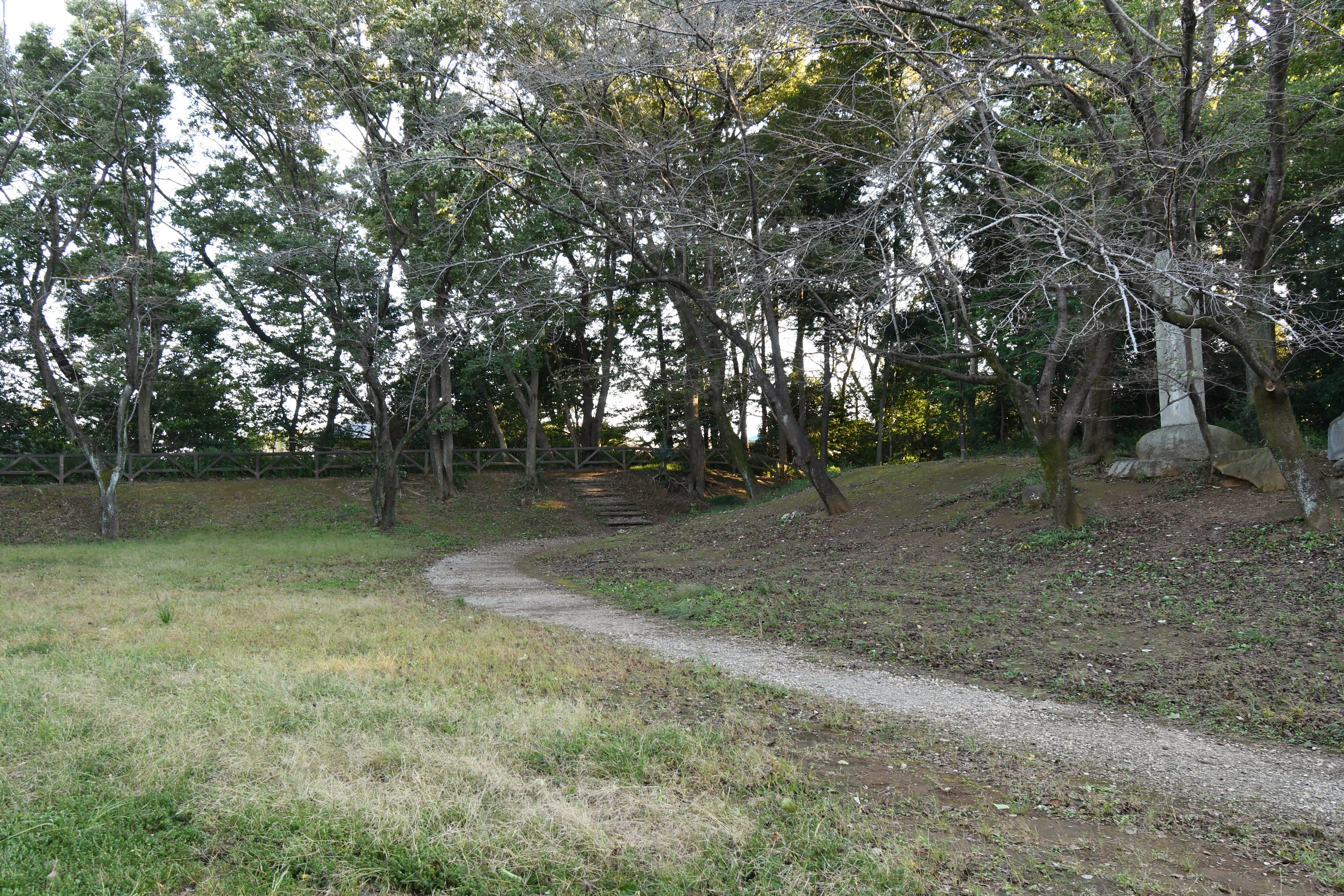
鍛冶曲輪
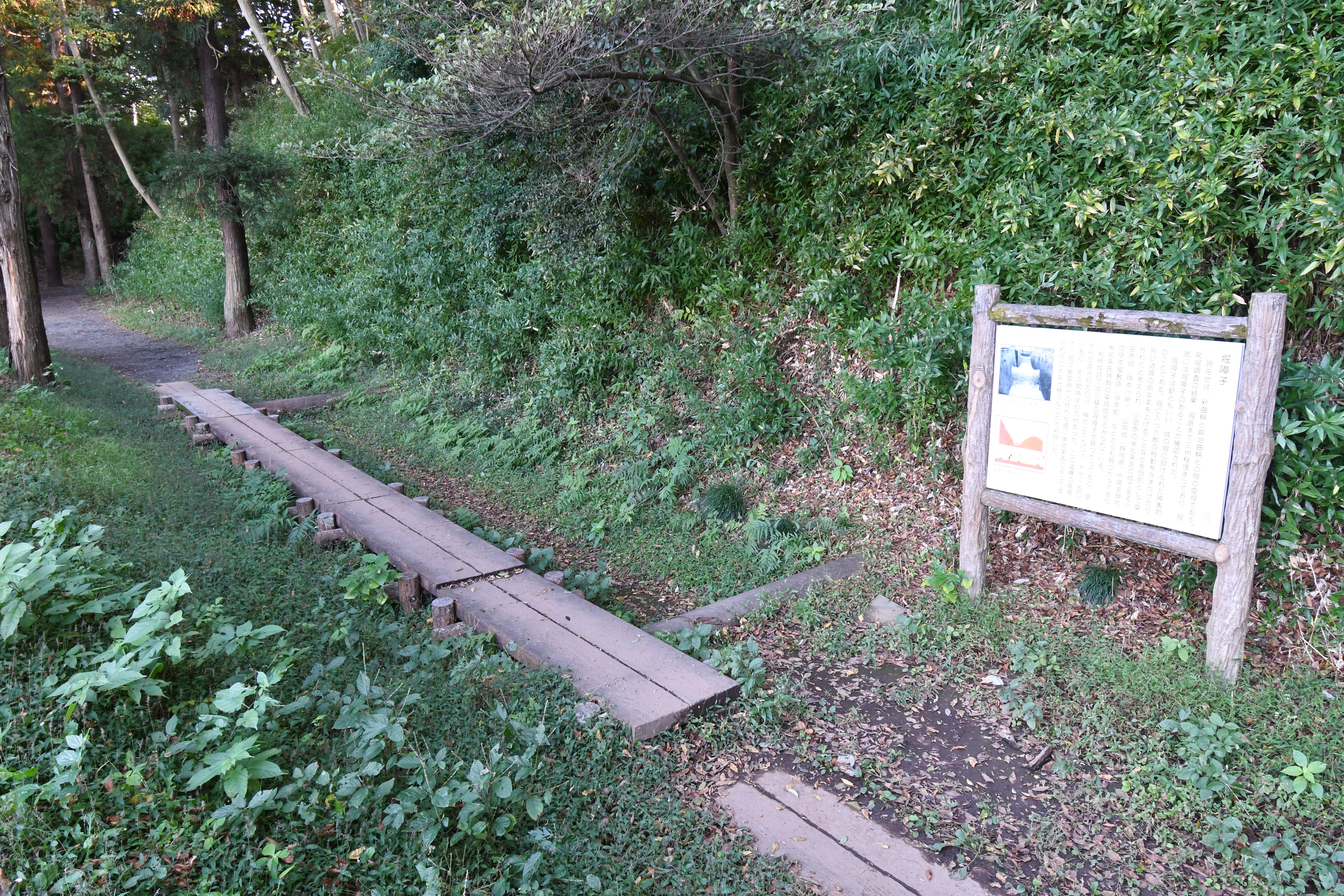
堀障子

## 別名について
岩付城は、太田道灌が築城した際の物語に由来し、別名「白鶴城」、「竹たばの城」、「浮城」などとよばれている。築城を命じられた太田道灌は、沼のほとりで2羽の白鶴が木の枝を水面に落とし、その上に舞い降りたことから、たくさんの竹をたばねて沼に埋め、盛土をして城づくりをし、岩付城ができたという。
『新編武蔵風土記稿』は、「岩付」の呼称は鎌倉時代には既にあり、太田道灌が城を築いたときに、岩石を用いたように堅固な様から「岩築城」と呼ばれるようになったとするのは「後人の附会の説」と評している。

## 岩槻城址公園

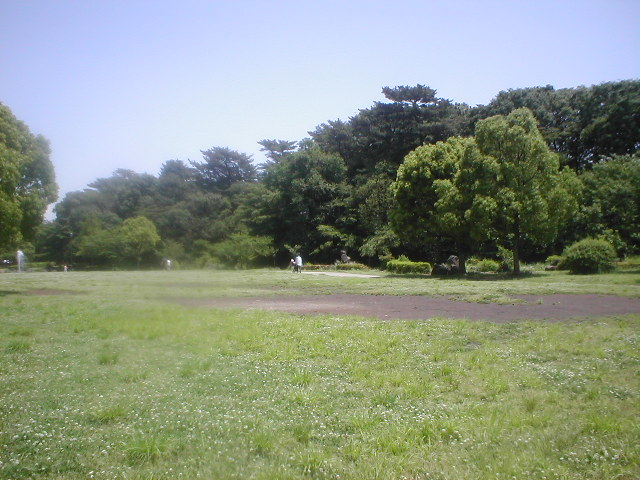
岩槻城址公園

岩槻城址公園（いわつきじょうしこうえん）は、岩槻城を含め周辺を整備した公園である。ほぼ岩槻区太田3丁目の全域に広がる。通称御林（おはやし）公園と呼ばれる。桜の名所としても名高い。園内の菖蒲池は初夏にはスイレンで覆われる。

### 沿革
旧・岩槻市の都市計画公園として整備され、開園時は岩槻公園（いわつきこうえん）と呼ばれたが、さいたま市との合併に伴い「城址」の2文字が加えられた。14.54ha（計画面積は17.9ha）の起伏の多い公園で、岩槻城址の土塁が今でも残っている。土塁と空堀跡が残る、一部の場所は宗教施設になっている。

### 園内

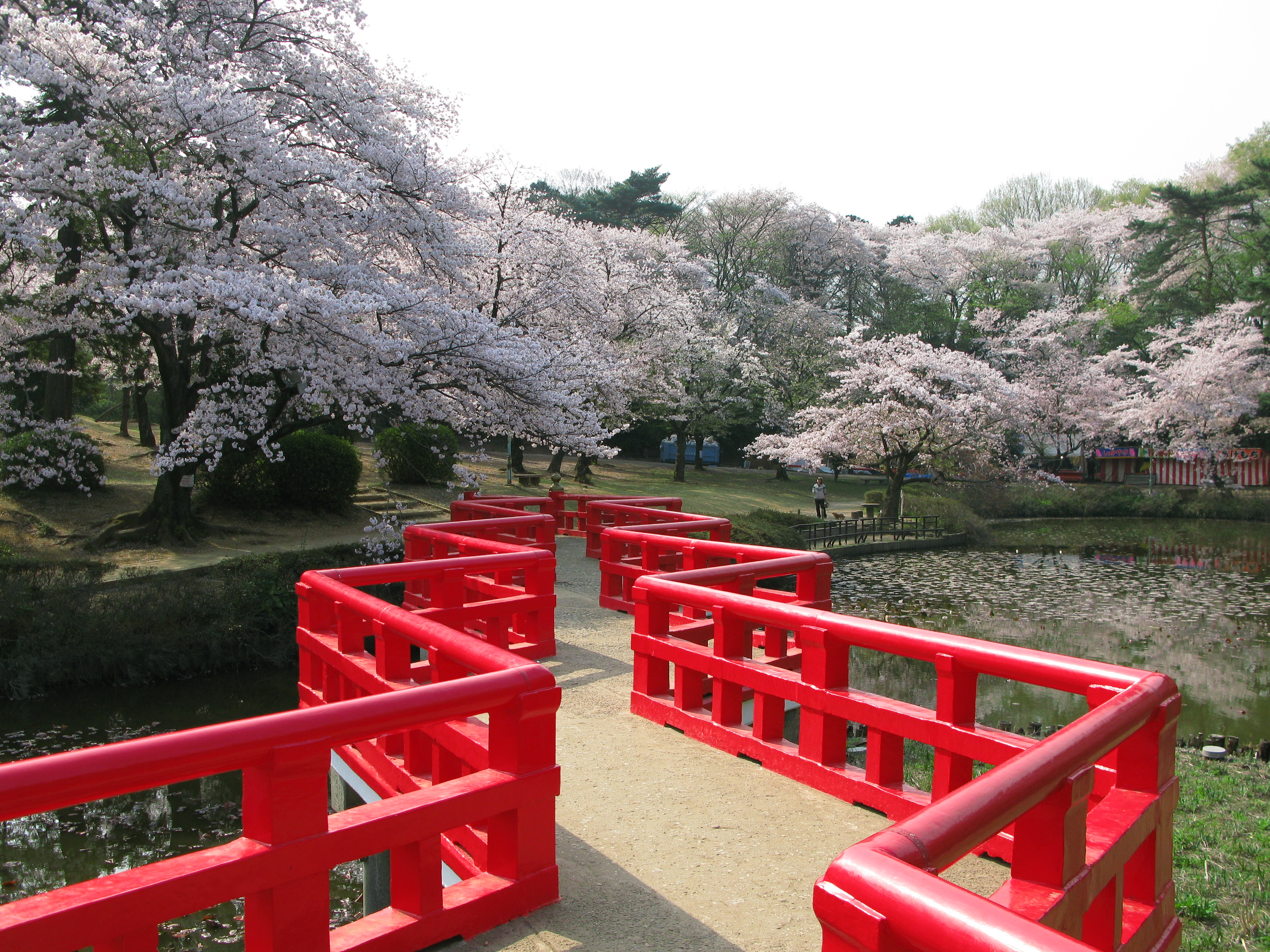
八ッ橋と桜

園内にある池には、この公園の象徴で、ギザギザの橋が特徴的な朱塗りの八ッ橋が架かる。北側の広場には、子供用の遊具や広い芝生、童人形が時を告げるからくり時計と、東武1720系電車のモハ1726号が静態保存されている。これは、1994年5月に旧・岩槻市の市制施行40周年を記念して、東武鉄道から寄贈された車両である。
その他、さいたま市民会館いわつき、野球場、テニスコート、公民館などの施設が園内にある。

### 行事
- 毎年4月上旬には桜祭りが開催され、屋台なども出店され賑わう。植木市も開催される。
- 毎年4月29日には岩槻流しびなが行われる。子供の無病息災を願う行事で、現在のひな祭りの起源とも言われている。
- 毎年11月3日には園内西部の人形塚で人形供養祭が行われている。

## 史跡・文化遺産
- 細淵家住宅長屋門（さいたま市南区）：「木造平屋建、瓦葺」である。「岩槻城からの移築という伝承」は信頼性が高い。[18]
- 岩槻城并侍屋敷城下町迄総絵図：江戸時代／18世紀中葉、「紙本着色。画面を内側として、縦7折、横11折し、表面となる2面の内1面に外題（標題）を墨書する。」[19]
- 長谷川家住宅旧店蔵及び主屋：「岩槻旧城下の町人地に位置」する。「旧店蔵　土蔵造2階建、瓦葺、建築面積49㎡　主屋　木造平屋建、瓦葺」である。[20]